# Alaska Aces (hokej na lodzie)
Alaska Aces – amerykański klub hokejowy z siedzibą w Anchorage.

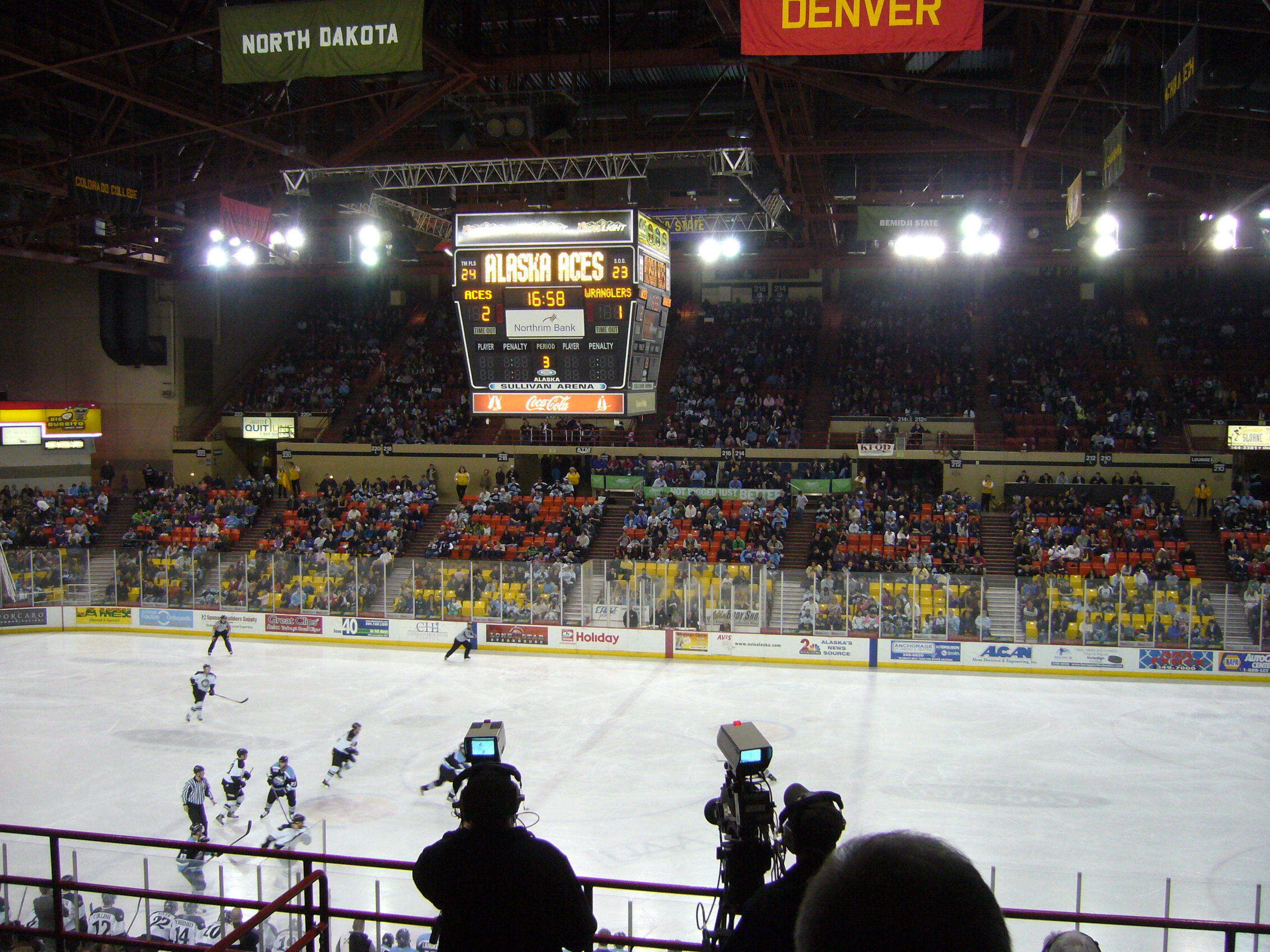
Mecz Alaska Aces w Sullivan Arena (2011)

Pierwotnie klub został założony w 1989 jako Anchorage Aces, a jego drużyna grała w rozgrywkach Pacific Southwest Hockey League (PSHL), zaś następnie zespół występował w West Coast Hockey League (WCHL) w latach 1995-2003. W 2003 klub został przemianowany na Alaska Aces i został przyjęty do rozgrywek ECHL.
Klub podjął funkcję zespołu farmerskiego wobec drużyny NHL – St. Louis Blues (oraz Peoria Rivermen z AHL), Calgary Flames od 2013, Vancouver Canucks od 2016 (oraz równolegle Utica Comets z AHL).

## Sukcesy
- Mistrzostwo sezonu regularnego ECHL: 2006, 2011, 2012, 2013, 2014
- Mistrzostwo dywizji ECHL: 2005, 2006, 2007, 2009, 2011, 2012, 2013, 2014
- Mistrzostwo konferencji ECHL: 2006, 2009, 2011, 2014
- Kelly Cup – mistrzostwo ECHL: 2006, 2011, 2014

## Zawodnicy
Zastrzeżone numery
- 8 – Keith Street
- 16 – Wes Goldie
- 18 – Dean Larson